# Nicolaes Tulp

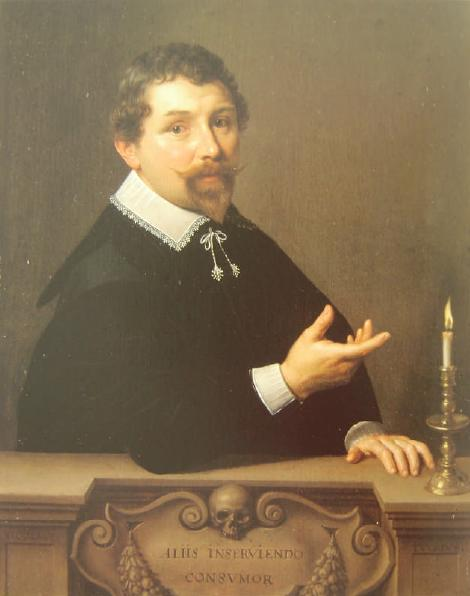
Nicolaes Tulp ritratto da Nicolaes Eliaszoon Pickenoy (1633)

Nicolaes "Claes" Pietersz, conosciuto come Tulp, dallo stemma familiare, che ritrae un tulipano (Amsterdam, 9 ottobre 1593 – Amsterdam, 12 settembre 1674), è stato un medico e politico olandese.

## Biografia
Fu uno dei più famosi chirurghi del XVII secolo, oltre che sindaco di Amsterdam per quattro volte.
Legò il suo nome, oltre che alla valvola ileocecale, al famoso dipinto di Rembrandt Lezione di anatomia del dottor Tulp.
Tulp descrisse la valvola ileocecale (valvula Tulpii) scoperta da Gaspard Bauhin e descrisse nell'uomo i vasi chiliferi scoperti nel cane da Gaspare Aselli. Descrisse l'anatomia dello scimpanzé, che definiì homo silvestris, e a sua cura fu completata la prima Pharmacopea Amstelodamensis con le norme di preparazione e d'uso dei principali medicamenti.
Una sua figlia sposò Jan Six.